# 193-as busz (Budapest)
A budapesti 193-as jelzésű autóbusz Pestszentlőrinc, Szinyei Merse utca és Pestszentimre, központ között közlekedett. A viszonylatot a Budapesti Közlekedési Zrt. üzemeltette.

## Története
1975. augusztus 4-én 93Y jelzéssel új járat közlekedett Pestlőrinc, Béke tér és Pestimre, Dózsa György út között az Ültetvény utcát is érintve a megszűnő 40-es villamos és a módosuló 54-es busz kiváltására. 1975. november 3-ától újra az 54-es busz ment ki az Ültetvény utcához, a 93Y buszt visszavágták a Nagykőrösi útig. 1976. szeptember 1-jén meghosszabbították a Szinyei Merse utcáig (a mai Ferihegy vasútállomás).
A járat 1977. január 1-jén a 193-as jelzést kapta. 1983. január 1-jén pestimrei végállomása átkerült a Vasút utcához. 1994. január 3-ától 193A jelzéssel betétjárata is közlekedett, mely nem tért be a Mednyánszky utcához. 1995. július 31-én a 193A busz megszűnt. 1995. december 1-jén 193-as jelzéssel gyorsjáratot indítottak Kőbánya-Kispest és Pestszentlőrinc, Mednyánszky utca között, mely 2008. február 11-én a 193E jelzést kapta.
1997. december 31-étől 2005. január 1-jéig 193É jelzésű éjszakai járat is közlekedett, kizárólag szilveszterkor Pestszentimre, központ és Pestszentlőrinc, Béke tér között.
2007. július 15-én a 193-as járatot ketté bontották, a 135-ös busz a Mednyánszky utcai betéréssel, a 35-ös anélkül közlekedett változatlan végállomások között.

## Útvonala
| Pestszentimre, központ felé | Pestszentlőrinc, Szinyei Merse utca felé |
| --- | --- |
| Pestszentlőrinc, Szinyei Merse utca vá. – Nagybánya utca – Béke tér – Királyhágó utca – Nemes utca – Vasút utca – Pestszentimre, központ vá. | Pestszentimre, központ vá. – Vasút utca – Törvény utca – Ady Endre utca – Nemes utca – Királyhágó utca – Béke tér – Üllői út – Mednyánszky utca – Bartók Béla utca – Benczúr utca – Üllői út – Béke tér – Nagybánya utca – Nap utca – Bakonybánk utca – Pestszentlőrinc, Szinyei Merse utca vá. |

## Megállóhelyei
| 0  | Pestszentlőrinc, Szinyei Merse utca végállomás | 20 | 93, 200                                             |
| 1  | Nyíregyháza utca (↓) Duna utca (↑)             | 18 |                                                     |
| 2  | Béke tér (↓) Béke tér (Nagybánya utca) (↑)     | 17 | 193 50                                              |
| ∫  | Rába utca                                      | 16 | 193                                                 |
| ∫  | Dávid Ferenc utca                              | 15 | 193                                                 |
| ∫  | Üllői út                                       | 14 | 193                                                 |
| ∫  | Pestszentlőrinc, Mednyánszky utca              | 13 | 193                                                 |
| ∫  | Laktanya                                       | 12 | 193                                                 |
| ∫  | Gyergyó utca                                   | 11 | 193                                                 |
| ∫  | Háromszéki utca                                | 11 | 193                                                 |
| ∫  | Béke tér                                       | 10 | 193 50                                              |
| 3  | Beszterce utca                                 | 9  |                                                     |
| 4  | Halomi út                                      | 8  | 82A, 182A                                           |
| ∫  | Tölgyesi utca                                  | 8  | 82A, 182A                                           |
| 5  | Alacskai út                                    | 7  | 82A, 182A                                           |
| 6  | Alacskai úti lakótelep                         | 6  | 82A, 182A, 254                                      |
| 7  | Damjanich utca                                 | 5  | 254                                                 |
| 8  | Kisfaludy utca                                 | 4  | 82, 84, 182, 254                                    |
| 9  | Ady Endre utca                                 | 3  | 84, 254                                             |
| ∫  | Vásáros tér                                    | 2  |                                                     |
| ∫  | Törvény utca                                   | 1  |                                                     |
| 10 | Pestszentimre, központ végállomás              | 0  | 35, 54, 55, 84, 89, 94, 94E, 166, 254 Pestszentimre |